# Ruta de Illinois 82
La Ruta de Illinois 82, y abreviada IL 82 (en inglés: Illinois Route 82) es una carretera estatal estadounidense ubicada en el estado de Illinois. La carretera inicia en el sur desde la IL 17     en Joslin hacia el norte en la IL 92     en Nekoma. La carretera tiene una longitud de 46,4 km (28.84 mi).

## Mantenimiento
Al igual que las autopistas interestatales, y las rutas federales y el resto de carreteras estatales, la Ruta de Illinois 82 es administrada y mantenida por el Departamento de Transporte de Illinois por sus siglas en inglés IDOT.